# Randonnée pour un tueur
Pour plus de détails, voir Fiche technique et Distribution.
Randonnée pour un tueur (Shoot to Kill) est un film américain réalisé par Roger Spottiswoode, sorti en 1988.

## Synopsis
Un homme est surpris alors qu’il entre par effraction dans sa propre bijouterie en pleine nuit. Lors de l'interrogatoire, il avoue que sa femme est retenue en otage chez eux. L'homme qui la retient exige des diamants déposés dans le coffre-fort de la boutique en échange de la vie de l’épouse. Après que le rançonneur a tué la domestique de la famille, l’agent du FBI Warren Stantin remet les diamants, mais le rançonneur tue quand même la femme du bijoutier avant de s’échapper.
Ressassant son échec, l'agent Stantin est obsédé par l’idée de retrouver le fugitif. Il le traque ainsi dans les forêts accidentées de l’État de Washington. Le tueur s’est joint à un groupe de sportifs qui partent en randonnée dans les étendues sauvages pour une partie de pêche. Son plan est de tuer les randonneurs et de forcer leur guide, Sarah, à le conduire à travers la nature jusqu’à la frontière canadienne.
Stantin doit faire équipe avec le petit ami de Sarah, Jonathan Knox, un montagnard chevronné, pour poursuivre le tueur. Knox pense qu’un citadin comme Stantin ne pourra pas tenir la distance dans ce périple sur un terrain escarpé, qui oblige parfois à de l’escalade. Mais Stantin est très déterminé. Ils poursuivent le tueur et Sarah dans la rocaille et jusqu’aux rues de Vancouver, où ils les pourchassent à bord du ferry de la British Columbia Queen of Vancouver.

## Fiche technique
- Titre français : Randonnée pour un tueur
- Titre original : Shoot to Kill
- Titre alternatif au Royaume-Uni : Deadly Pursuit
- Réalisation : Roger Spottiswoode
- Scénario : Harv Zimmel, Michael Burton et Daniel Petrie Jr.
- Décors : Jim Erickson
- Costumes : Richard Bruno
- Photographie : Michael Chapman
- Montage : George Bowers et Garth Craven
- Musique : John Scott
- Production : Daniel Petrie Jr. et Ron Silverman
- Sociétés de production[1],[2] : Silver Screen Partners (États-Unis), Touchstone Pictures (États-Unis), Century Park Pictures (États-Unis)
- Sociétés de distribution : Buena Vista Pictures Distribution[1] (États-Unis), Warner Bros. Transatlantic[3] (France)
- Pays :  États-Unis
- Langue : anglais
- Genre : Aventures
Policier
- Format : couleur - 35 mm — 2.35:1 — Dolby Stéréo
- Durée : 109 min
- Dates de sortie : 
  - États-Unis : 12 février 1988
  - France : 3 août 1988

## Distribution
- Sidney Poitier (VF : Greg Germain) : l'agent Warren Stantin
- Tom Berenger (VF : Richard Darbois) : Jonathan Knox
- Kirstie Alley (VF : Pauline Larrieu) : Sarah Renell
- Clancy Brown (VF : Hervé Bellon) : Steve
- Richard Masur (VF : Philippe Peythieu) : Norman
- Frederick Coffin (VF: Mario Santini) : Ralph
- Andrew Robinson (VF : Michel Derain) : Harvey
- Kevin Scannell (VF : Jacques Frantz) : Ben
- Ken Camroux : Charles Denham
- Fred Henderson : l'agent Owenby
- Samuel Hiona (VF : Jean-Claude Montalban) : l'inspecteur Hsu
- Walter Marsh (VF : Marc de Georgi) : Sam Baker
- Les Lannom : le shérif Dave Arnett
- Robert Lesser (VF : Gilbert Levy) : l'agent Minelli
- Michael MacRae (VF : Yves Barsacq) : Fournier
- Milton Selzer : M. Berger
- Janet Rotblatt : Mme Berger
- Frank C. Turner : Austin Crilley
- Kevin McNulty : un policier

## Production
Le tournage s’est déroulé du 13 avril à juillet 1987. Les prises de vue extérieures ont eu lieu à San Francisco (Californie), et en Colombie-Britannique (Canada) : à Vancouver (grande banlieue résidentielle de Vancouver (en), Robson Square, Casa Mia), au lac Buntzen, à Squamish, à la gare maritime de Tsawwassen (en) et au parc provincial de Coquihalla Canyon ainsi qu'au parc provincial Nairn Falls, et également aux Bahamas,.
Les intérieurs ont été tournés aux Bridge Studios de Burnaby (Colombie-Britannique, Canada).

Quelques sites de tournage extérieur
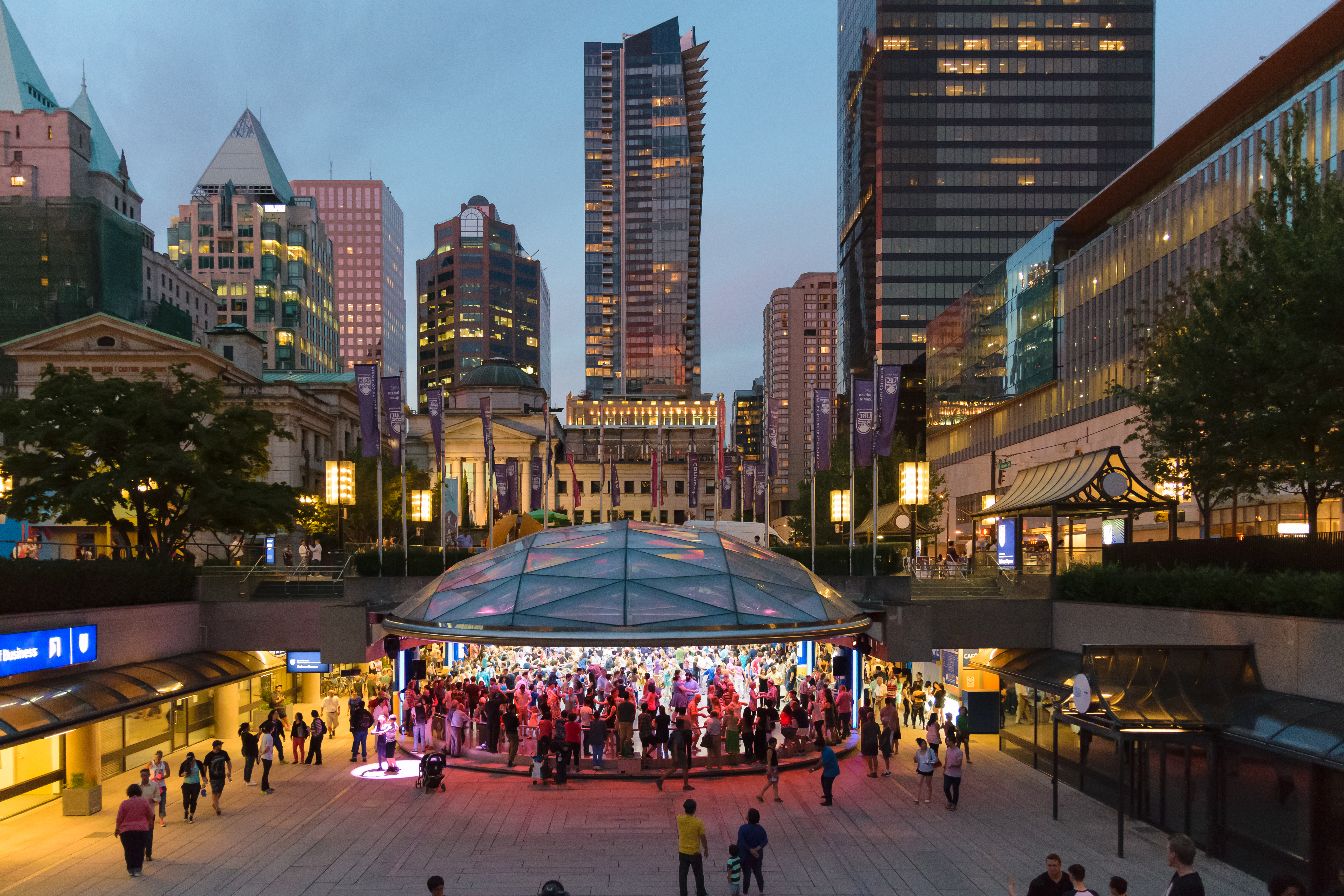
Robson Square à Vancouver.
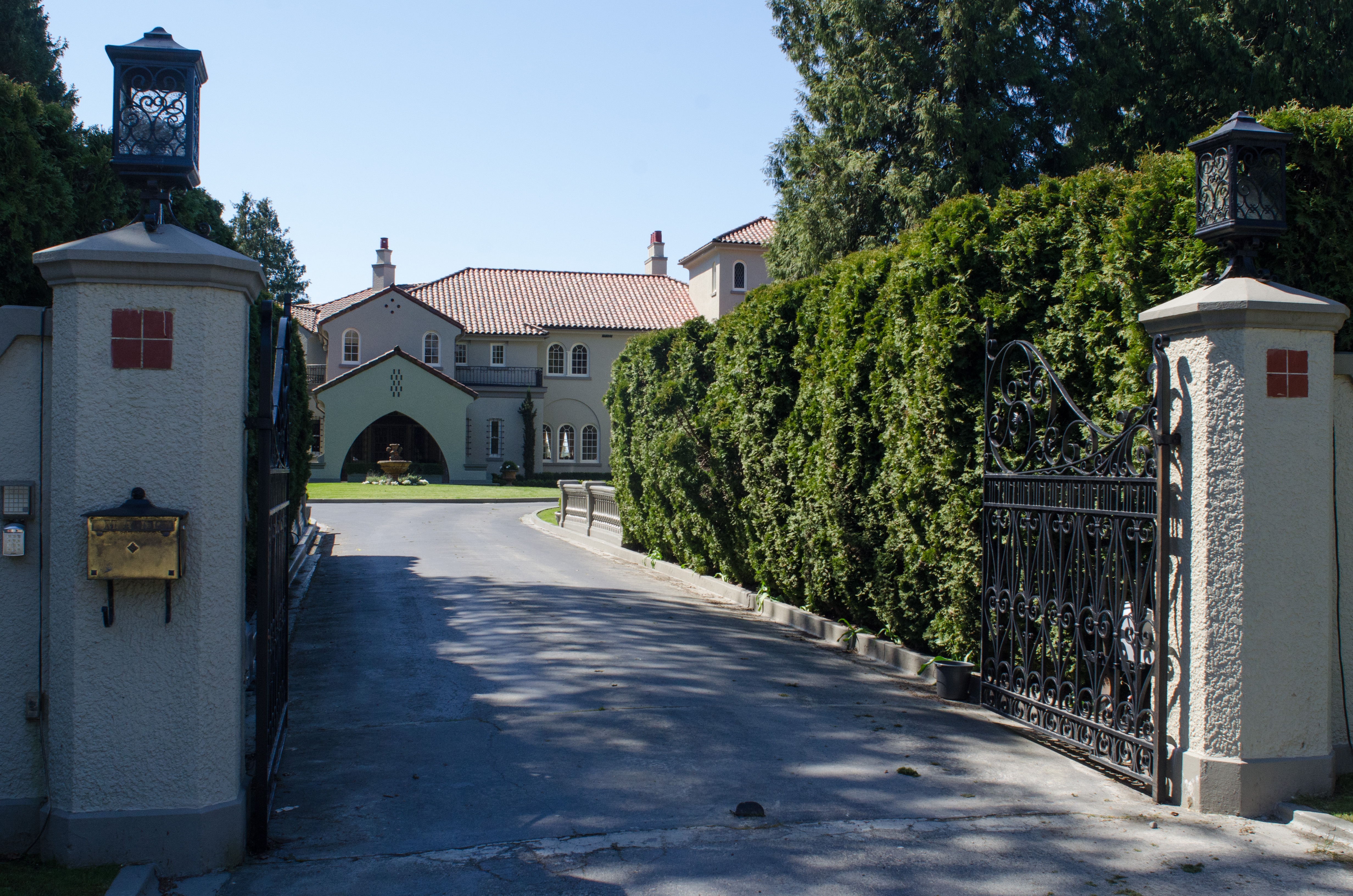
Vancouver : la « Casa Mia » de style néocolonial espagnol[Note 1].
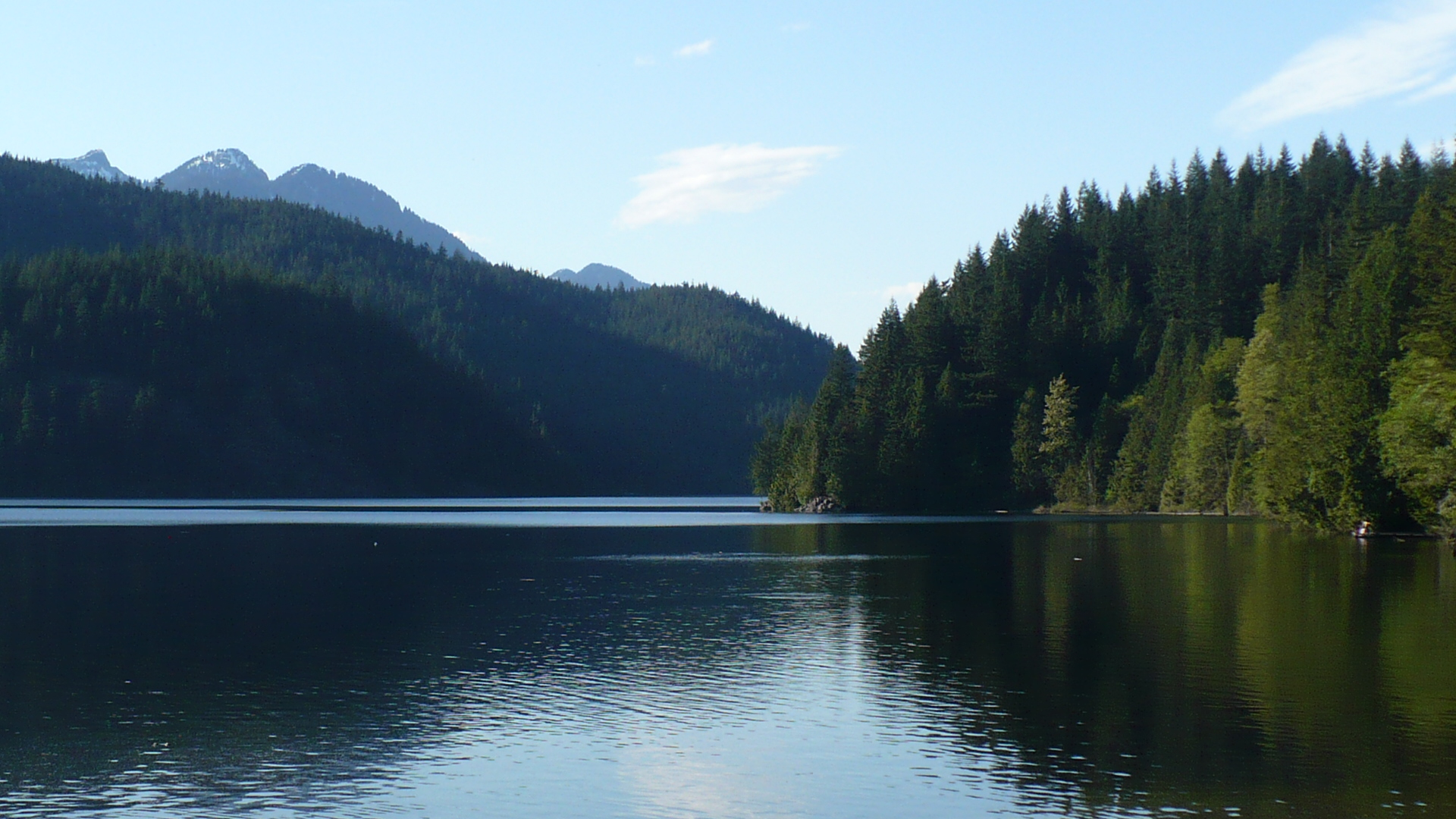
Lac Buntzen.
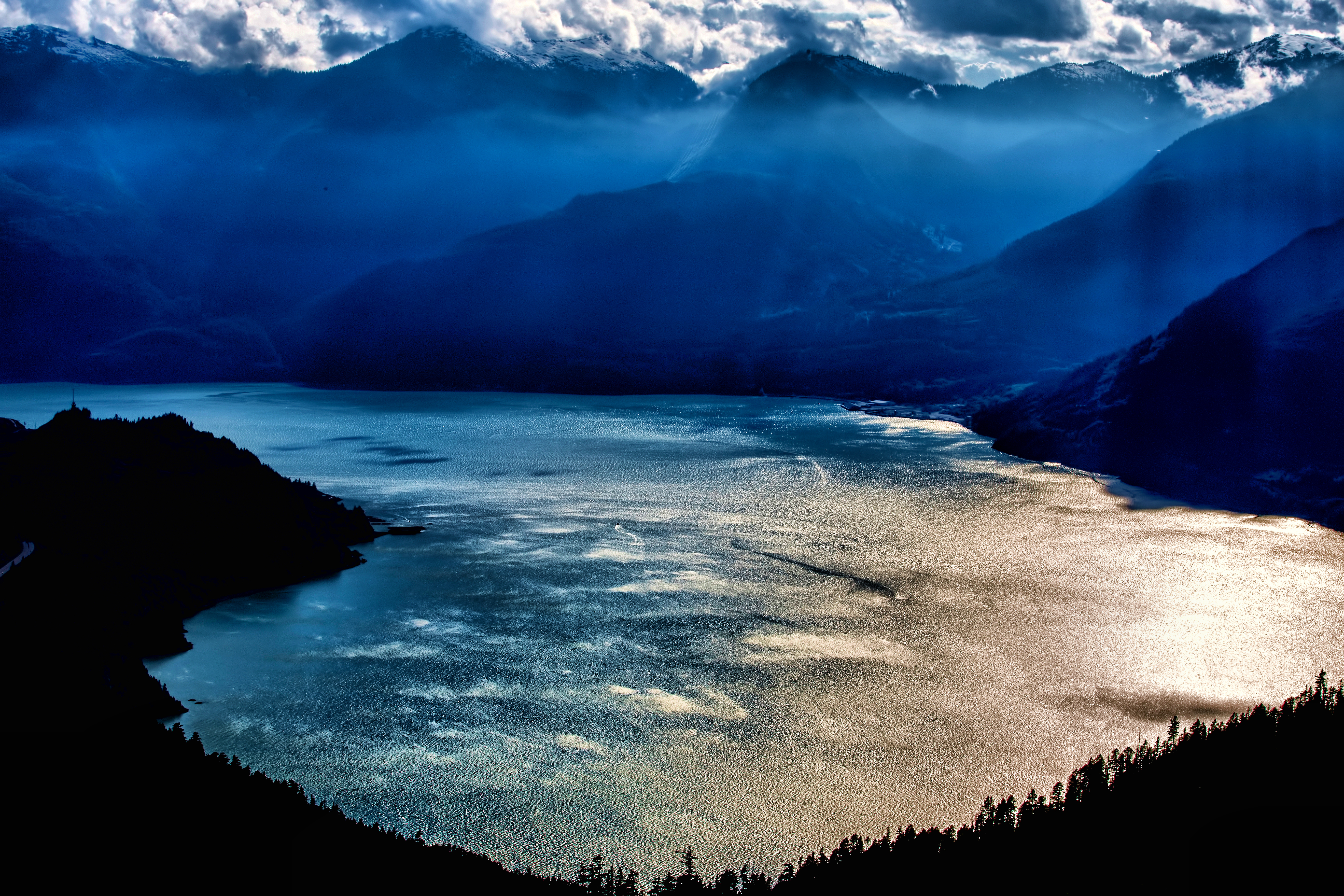
La baie Howe vue de Squamish.
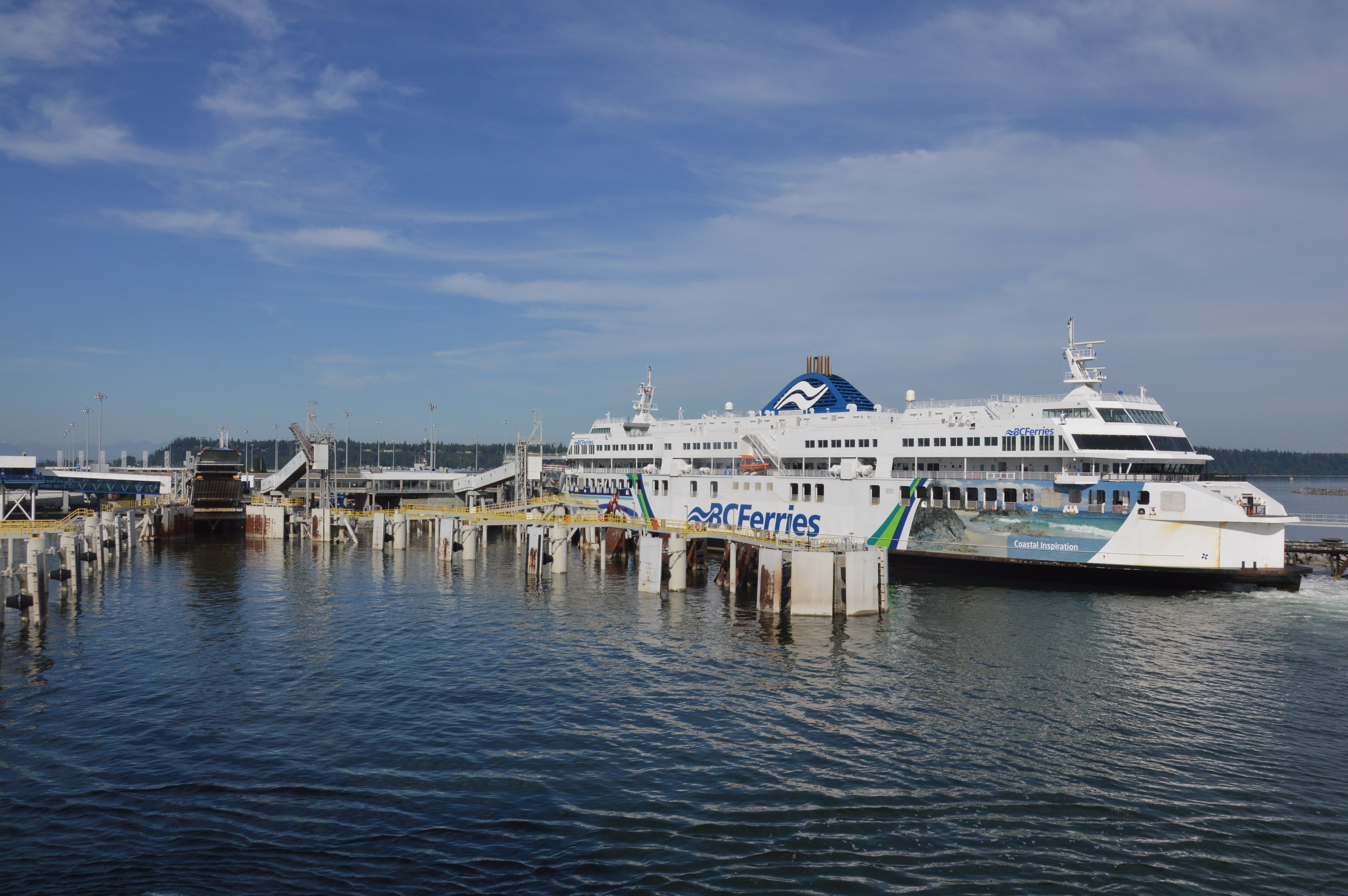
Gare maritime de Tsawwassen.
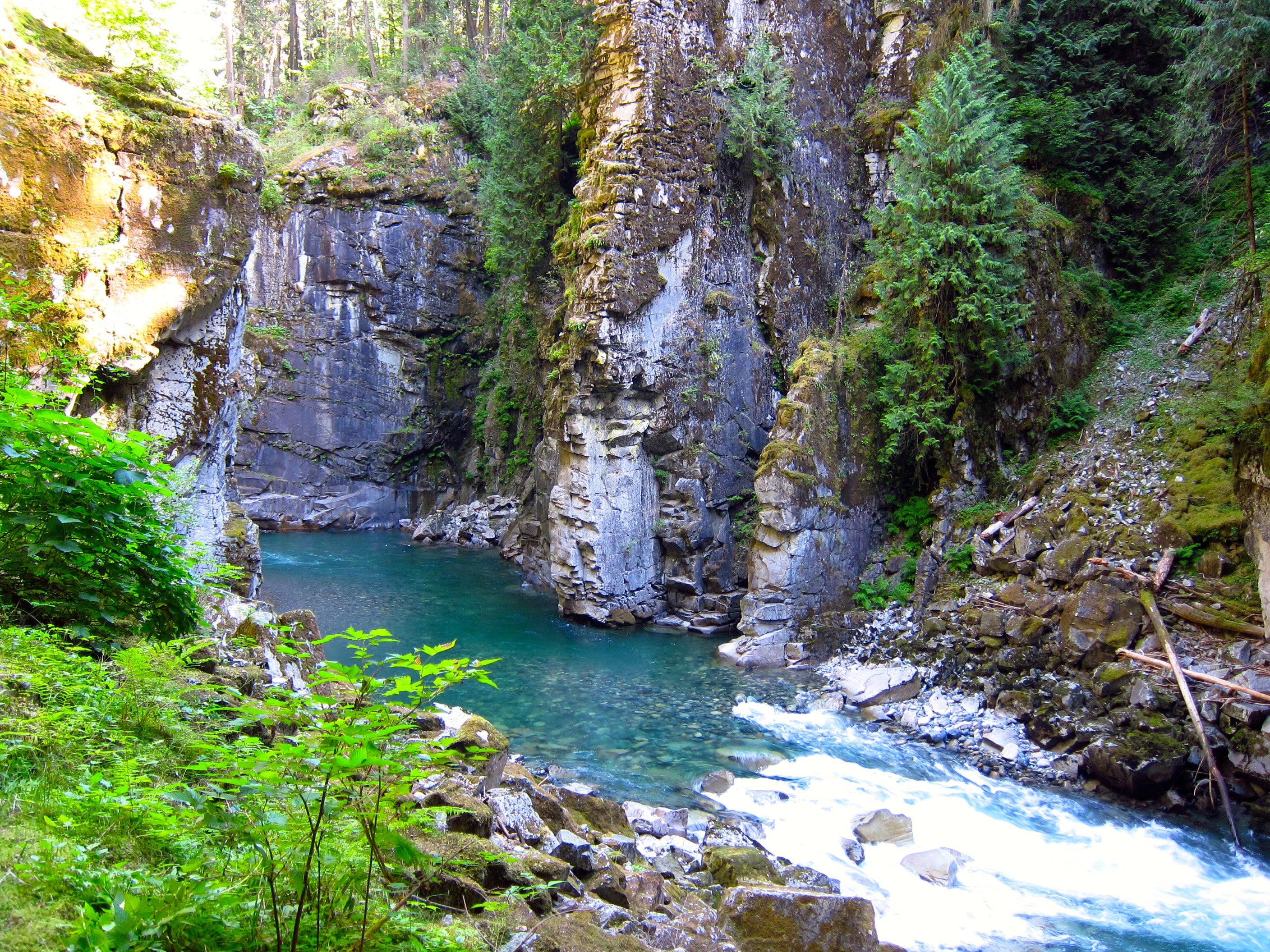
Parc provincial de Coquihalla Canyon.
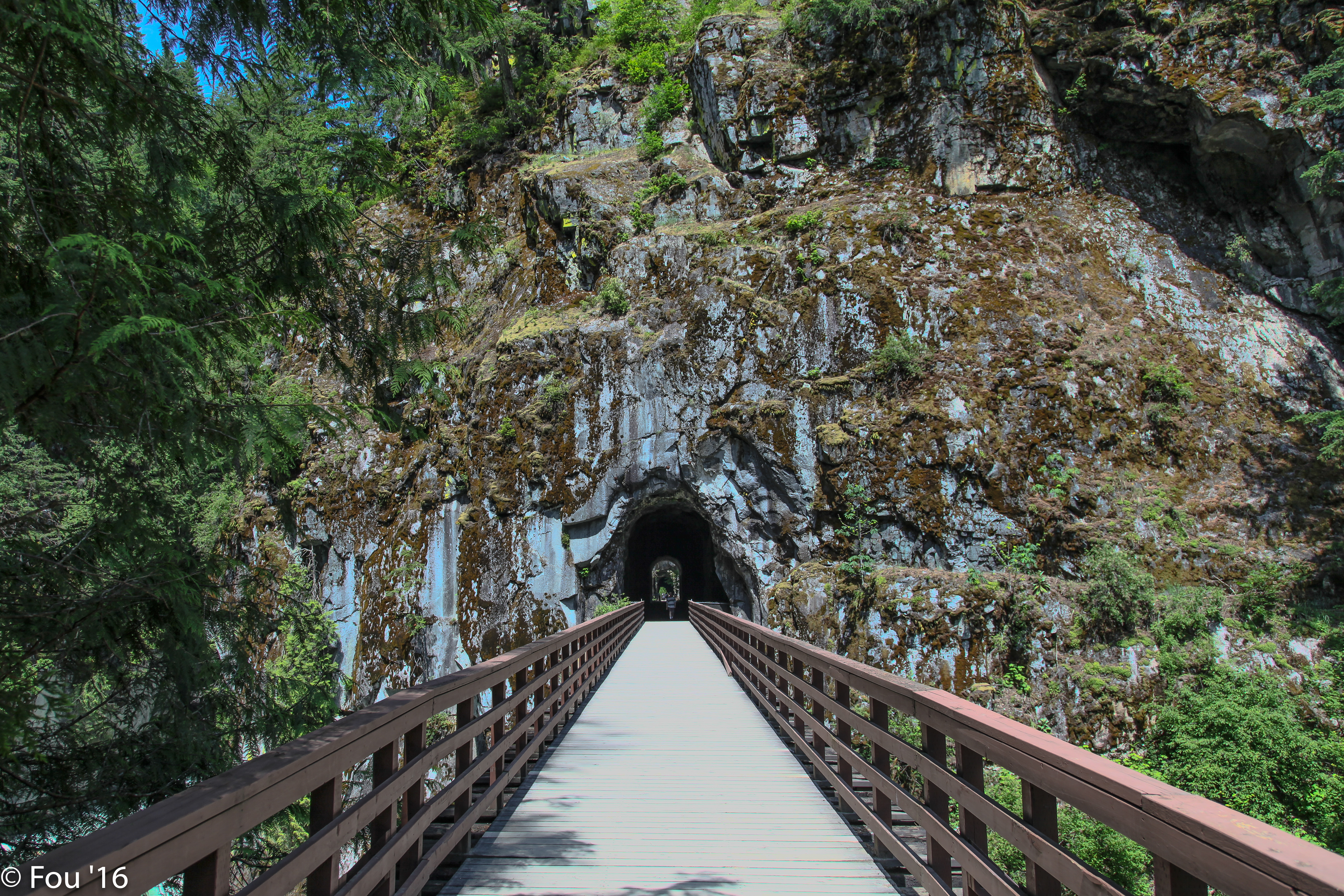
Un tunnel du parc provincial de Coquihalla Canyon.
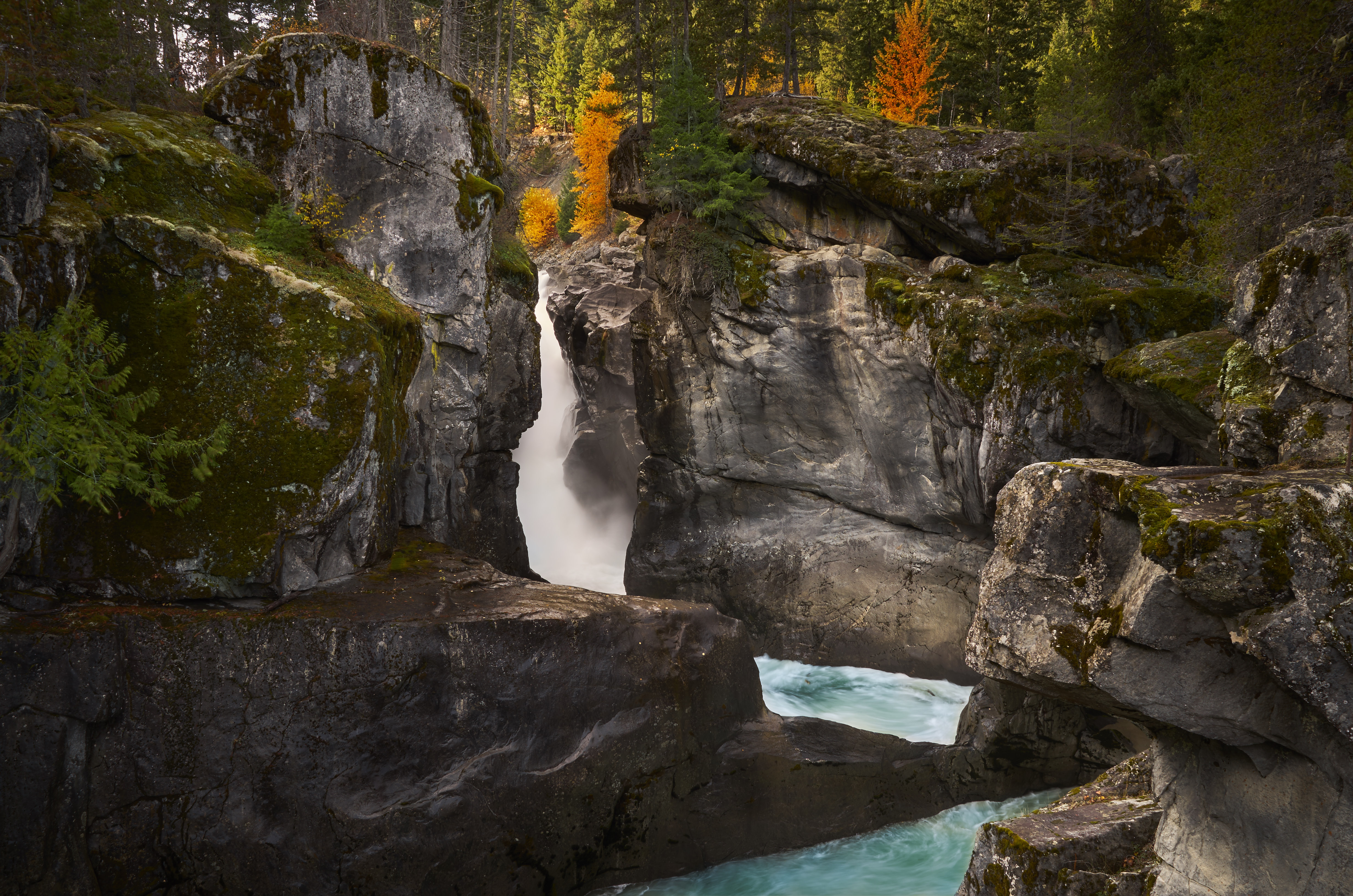
Automne dans le parc provincial Nairn FallsNaim Falls.

## Musique
Le film contient la chanson I Love a Parade, avec des paroles de Ted Koehler et musique d'Harold Arlen et extraite du spectacle Rhythmania présenté au Cotton Club en 1931,.

## Distinctions
NAACP Image Awards 1988 : 
- Roger Spottiswoode est nommé pour le prix du meilleur film.
- Sidney Poitier est nommé pour le prix du meilleur acteur.
- Sidney Poitier est nommé pour le prix de l'acteur remarquable dans un film.